# Bois-Sainte-Marie
Ne doit pas être confondu avec Sainte-Marie-du-Bois.
Pour les articles homonymes, voir Bois (homonymie) et Bois (communes).
Bois-Sainte-Marie est une commune française située dans le département de Saône-et-Loire en région Bourgogne-Franche-Comté.

## Géographie

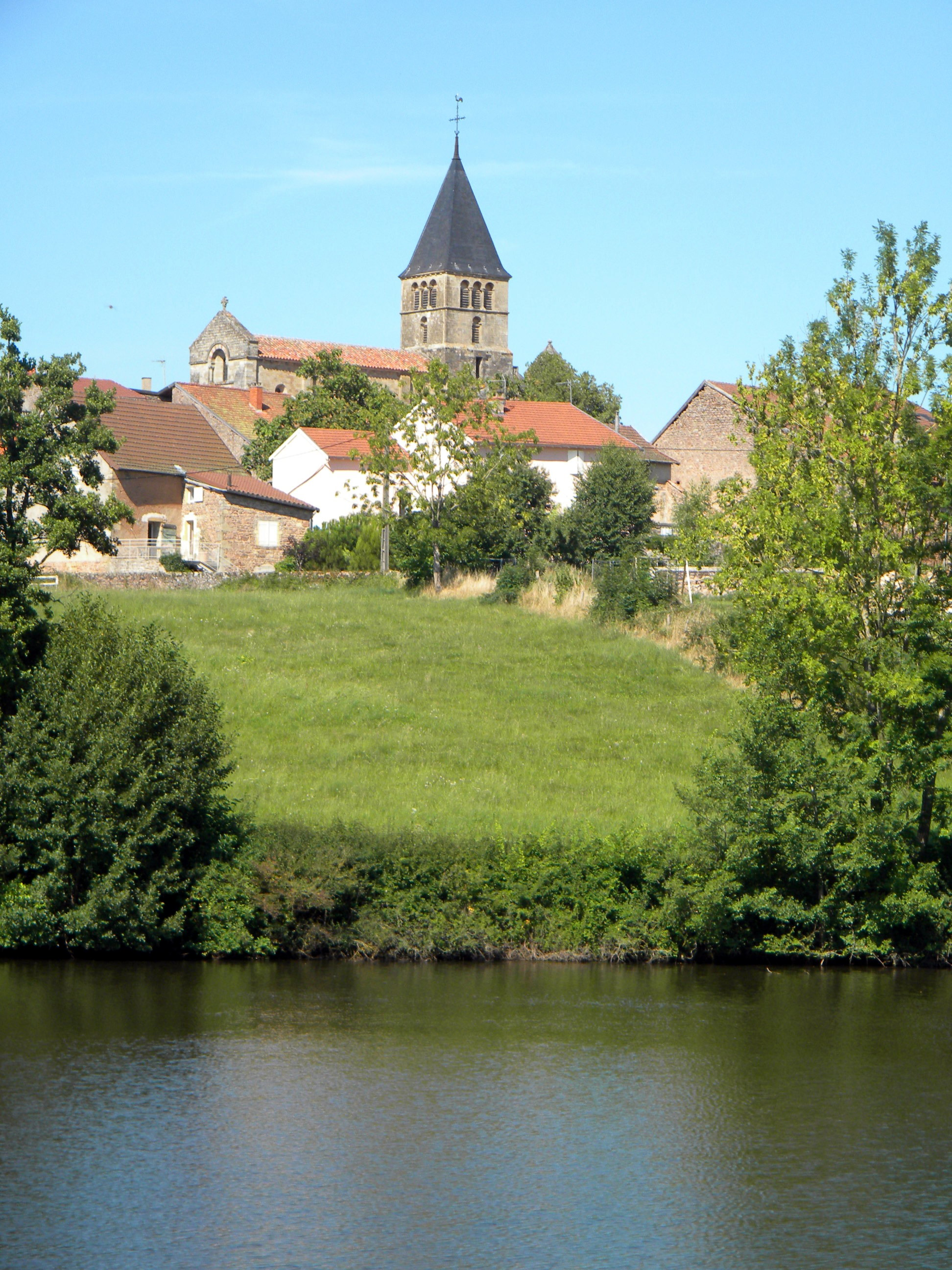
Vue de l'église et du village.

Bois-Sainte-Marie, située aux confins du Charolais, fait partie du Brionnais.
L'ancien nom de Bois-Sainte-Marie  " Sancta Maria de Bosco " rappelle que ce bourg se trouvait autrefois dans une zone fortement boisée. La commune est située à 7,5 km de la Clayette (gare SNCF la plus proche), à 20 km de Chauffailles et à 28 km de Paray-le-Monial.

### Climat
Pour des articles plus généraux, voir Climat de la Bourgogne-Franche-Comté et Climat de Saône-et-Loire.
En 2010, le climat de la commune est de type climat océanique dégradé des plaines du Centre et du Nord, selon une étude du Centre national de la recherche scientifique s'appuyant sur une série de données couvrant la période 1971-2000. En 2020, Météo-France publie une typologie des climats de la France métropolitaine dans laquelle la commune est exposée à un climat de montagne ou de marges de montagne et est dans la région climatique Centre et contreforts nord du Massif Central, caractérisée par un air sec en été et un bon ensoleillement.
Pour la période 1971-2000, la température annuelle moyenne est de 10,5 °C, avec une amplitude thermique annuelle de 16,5 °C. Le cumul annuel moyen de précipitations est de 977 mm, avec 12,4 jours de précipitations en janvier et 8,2 jours en juillet. Pour la période 1991-2020, la température moyenne annuelle observée sur la station météorologique de Météo-France la plus proche, « Beaubery », sur la commune de Beaubery à 9 km à vol d'oiseau, est de 10,9 °C et le cumul annuel moyen de précipitations est de 1 020,3 mm. 
La température maximale relevée sur cette station est de 39,4 °C, atteinte le 31 juillet 2020 ; la température minimale est de −18 °C, atteinte le 12 janvier 1987,,.
Les paramètres climatiques de la commune ont été estimés pour le milieu du siècle (2041-2070) selon différents scénarios d'émission de gaz à effet de serre à partir des nouvelles projections climatiques de référence DRIAS-2020. Ils sont consultables sur un site dédié publié par Météo-France en novembre 2022.

## Urbanisme

### Typologie
Au 1er janvier 2024, Bois-Sainte-Marie est catégorisée commune rurale à habitat dispersé, selon la nouvelle grille communale de densité à sept niveaux définie par l'Insee en 2022.
Elle est située hors unité urbaine et hors attraction des villes,.

### Occupation des sols
L'occupation des sols de la commune, telle qu'elle ressort de la base de données européenne d’occupation biophysique des sols Corine Land Cover (CLC), est marquée par l'importance des territoires agricoles (100 % en 2018), une proportion identique à celle de 1990 (100 %). La répartition détaillée en 2018 est la suivante : prairies (67,8 %), zones agricoles hétérogènes (32,2 %). L'évolution de l’occupation des sols de la commune et de ses infrastructures peut être observée sur les différentes représentations cartographiques du territoire : la carte de Cassini (XVIIIe siècle), la carte d'état-major (1820-1866) et les cartes ou photos aériennes de l'IGN pour la période actuelle (1950 à aujourd'hui).

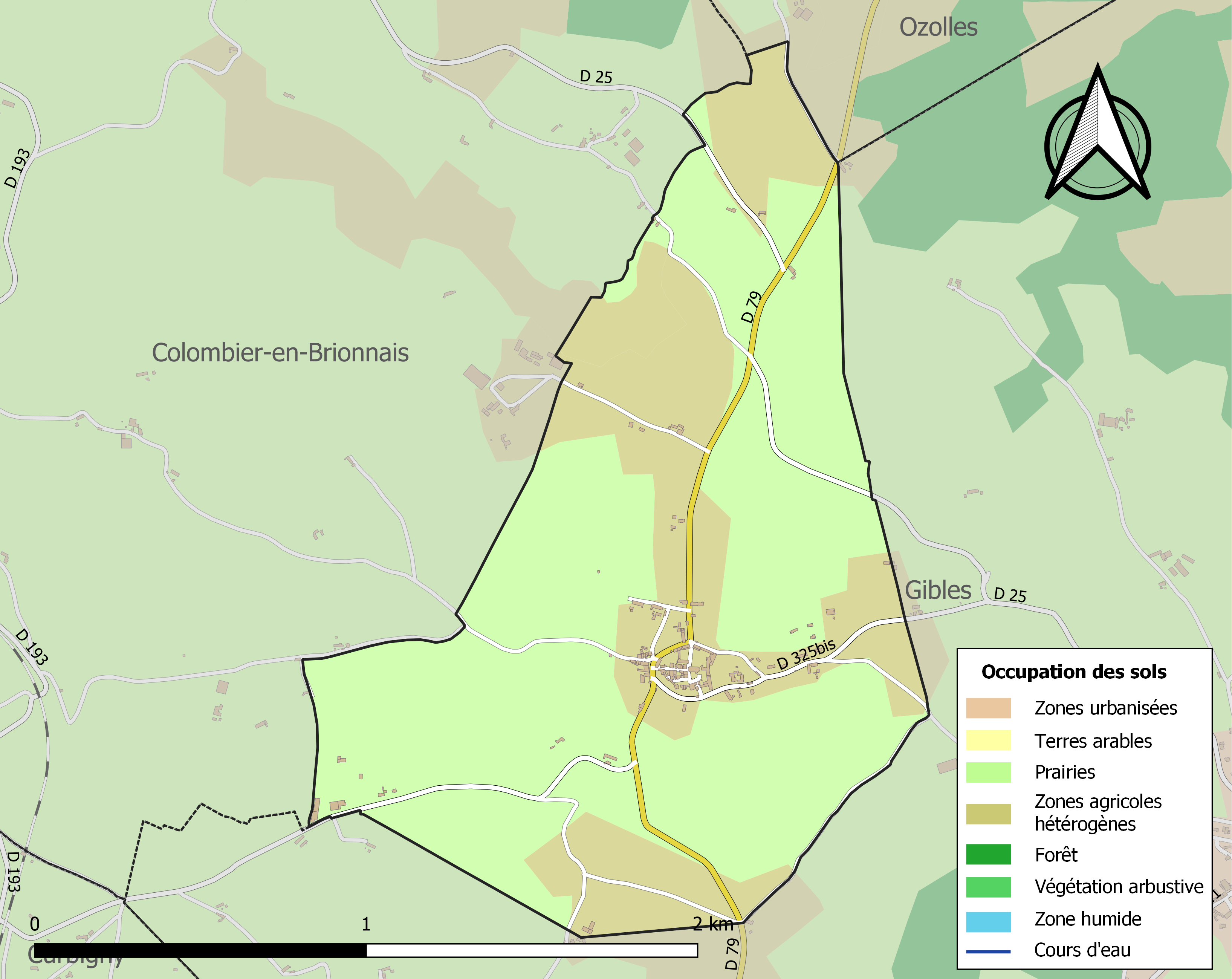
Carte des infrastructures et de l'occupation des sols de la commune en 2018 (CLC).

## Toponymie
Le nom de Bois Sainte Marie (Sancta Maria de Bosco) apparait pour la première fois en 998, dans une charte de Cluny.

## Histoire
La population de Bois-Sainte-Marie est considérablement accrue lorsque les habitants de la citadelle de Dun (sur le Mont Dun, maintenant sur la commune de Saint-Racho) viennent s'y installer à la suite de la destruction totale de leur habitat par Philippe-Auguste en 1181. À cette époque, la ville est munie d'un rempart, avec trois portes. C'est une châtellenie royale et le siège d'un archiprêtré de 32 paroisses. On y trouve un hôtel de la Monnaie, un grenier à sel et une prévôté (justice royale, premier degré). Sous Saint Louis, en 1239 Bois-Sainte-Marie entrera dans les possessions royales. La prospérité de la commune vient partie de ses foires et manifestations paysannes.
La ville est ravagée par les Armagnacs au XVe siècle, puis par les calvinistes. À partir de cette époque, Bois-Sainte-Marie perd son importance au profit du bourg voisin La Clayette. Le prieuré de moines bénédictins est détruit au XVIe siècle lors des guerres de Religion.
Au cours de la période révolutionnaire de la Convention nationale (1792-1795), la commune porta provisoirement le nom de Bois-Marie. Le déclin de Bois-Sainte-Marie est important, les maisons abandonnées sont nombreuses. Cependant les foires persistent.ainsi, en 1858 il y an a six : le 10 janvier, le 10 février, le 1er avril, le 31 mai, le 3 août et le 8 septembre.
Le 6 mars 1873 l'orphelinat Providence du Bois-Sainte-Marie est reconnu d'utilité publique. Il est créé en juin 1845, pour accueillir les vieillards puis les orphelins, à l'initiative de Madame de Rocca.

## Politique et administration

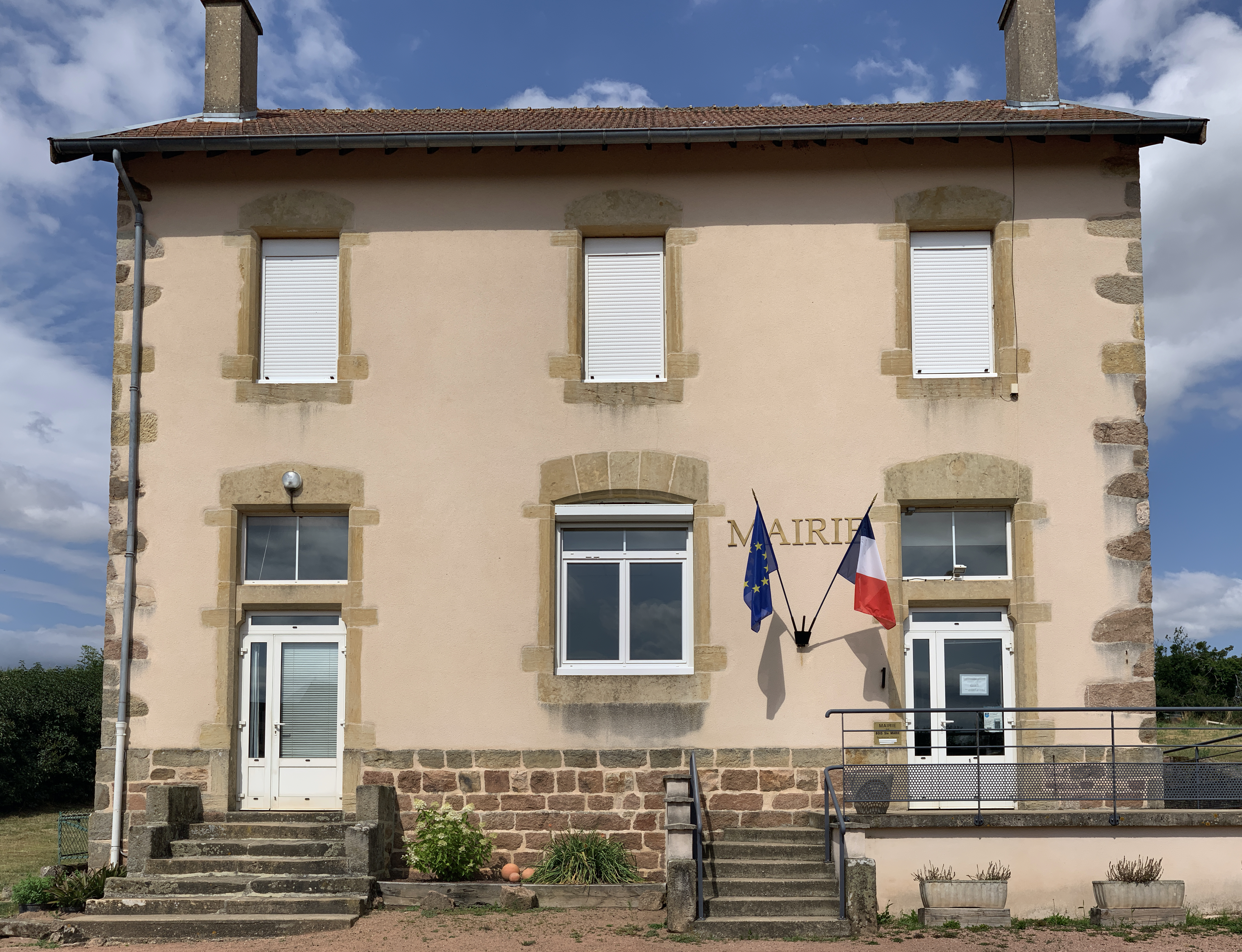
Mairie.

| Période                                  | Période    | Identité                        | Étiquette | Qualité |
| ---------------------------------------- | ---------- | ------------------------------- | --------- | --- |
| 1800                                     | 1815       | Michel Marie Sapaly             |           | notaire |
| 1815                                     | 1823       | Jean-Martin Courtois            |           | |
| 1823                                     | 1840       | Claude Lapraye                  |           | |
| 1840                                     | 1855       | Thomas Garnier                  |           | notaire |
| 1856                                     | 1872       | Jean-Marie Rizard               |           | |
| 1873                                     | 1874       | Simon Mathelin                  |           | notaire |
| 1874                                     | 1896       | Joseph Arnoux Léouffre          |           | médecin |
| 1896                                     |            | Jean-Marie Mathieu              |           | |
| 1906                                     |            | Jean-Marie Chandeigne           |           | comptable de l'Asile Rambuteau |
|                                          |            | Jean Chanrion                   |           | |
| 1945                                     | 1953       | Amélie de Mac-Mahon (1900-1987) | RPF       | Résistante, déportée à Ravensbrück Conseillère générale du Canton de La Clayette (1949-1955) Vice-Présidente du Conseil Général (1950-1954) Médaillée de la Résistance, chevalier de la Légion d'honneur |
| mars 2001                                | avril 2017 | Serge Gallon                    |           | Conducteur de travaux |
| avril 2017                               | en cours   | Nicolas Geoffray                |           | |
| Les données manquantes sont à compléter. |            |                                 |           | |

## Population et société

### Démographie
L'évolution du nombre d'habitants est connue à travers les recensements de la population effectués dans la commune depuis 1793. Pour les communes de moins de 10 000 habitants, une enquête de recensement portant sur toute la population est réalisée tous les cinq ans, les populations de référence des années intermédiaires étant quant à elles estimées par interpolation ou extrapolation. Pour la commune, le premier recensement exhaustif entrant dans le cadre du nouveau dispositif a été réalisé en 2004.

En 2022, la commune comptait 185 habitants, en évolution de −7,5 % par rapport à 2016 (Saône-et-Loire : −1,06 %, France hors Mayotte : +2,11 %).
| 1793 | 1800 | 1806 | 1821 | 1831 | 1836 | 1841 | 1846 | 1851 |
| ---- | ---- | ---- | ---- | ---- | ---- | ---- | ---- | ---- |
| 271  | 270  | 249  | 213  | 223  | 307  | 315  | 351  | 410  |

| 1856 | 1861 | 1866 | 1872 | 1876 | 1881 | 1886 | 1891 | 1896 |
| ---- | ---- | ---- | ---- | ---- | ---- | ---- | ---- | ---- |
| 446  | 319  | 295  | 345  | 446  | 437  | 418  | 409  | 377  |

| 1901 | 1906 | 1911 | 1921 | 1926 | 1931 | 1936 | 1946 | 1954 |
| ---- | ---- | ---- | ---- | ---- | ---- | ---- | ---- | ---- |
| 372  | 405  | 405  | 299  | 350  | 336  | 294  | 244  | 309  |

| 1962 | 1968 | 1975 | 1982 | 1990 | 1999 | 2004 | 2006 | 2009 |
| ---- | ---- | ---- | ---- | ---- | ---- | ---- | ---- | ---- |
| 268  | 267  | 276  | 233  | 228  | 215  | 197  | 198  | 197  |

| 2014 | 2019 | 2022 | - | - | - | - | - | - |
| ---- | ---- | ---- | - | - | - | - | - | - |
| 199  | 190  | 185  | - | - | - | - | - | - |

### Enseignement
Il n'y a pas d'école dans la commune. Les plus proches sont dans les communes voisines de Gibbes (2 km) : école élémentaire publique et école primaire privée ; et à Colombier-en-Brionnais : école élémentaire publique.

### Événements culturels et festivités
Chaque été, le Festival Musique en Brionnais organise dans l'église de Bois-Sainte-Marie plusieurs événements musicaux, dont son concert d'ouverture et de clôture.

### Santé
L'EHPAD (établissement d'hébergement pour personnes âgées dépendantes) de Rambuteau et de Rocca, installé à la sortie de Bois-Sainte-Marie vers le nord, accueille 120 résidents et emploie près de 90 personnes. C'est un établissement public. Ses beaux jardins hébergent un vide-grenier très animé chaque deuxième dimanche de septembre

## Économie
Il y a deux exploitations agricoles d'élevage bovin.

## Culture locale et patrimoine

### Lieux et monuments
- L'église Notre-Dame-de-la-Nativité de Bois-Sainte-Marie, de style roman et classée Monument historique, fait partie du circuit des églises romanes du Brionnais et des chemins du Roman[23]. L'une de ses particularités est d'avoir conservé une cloche antérieure à la Révolution française, fondue en 1715[24]. Elle fut restaurée par Millet en 1848 grâce à la générosité de la bienfaitrice de la localité : Marie-Louise de Roca-Rambuteau, fondatrice des hospices en 1843[25].
- Le complexe formé par les anciens asile de Rambuteau et orphelinat de Rocca, dont les bâtiments sont de nos jours occupés par un EHPAD[26].

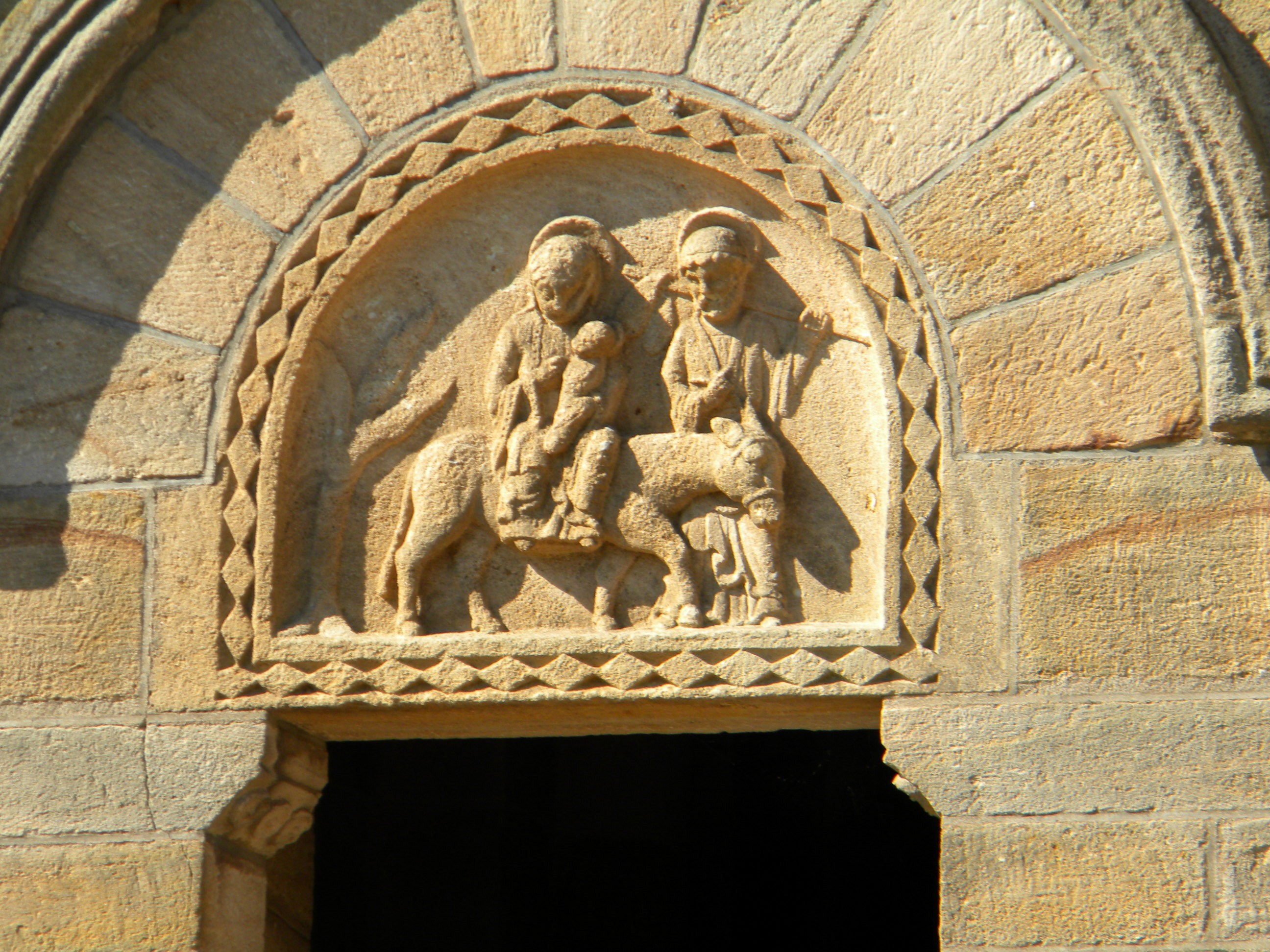
Le tympan du portail sud de l'église (représentant la fuite en Égypte).
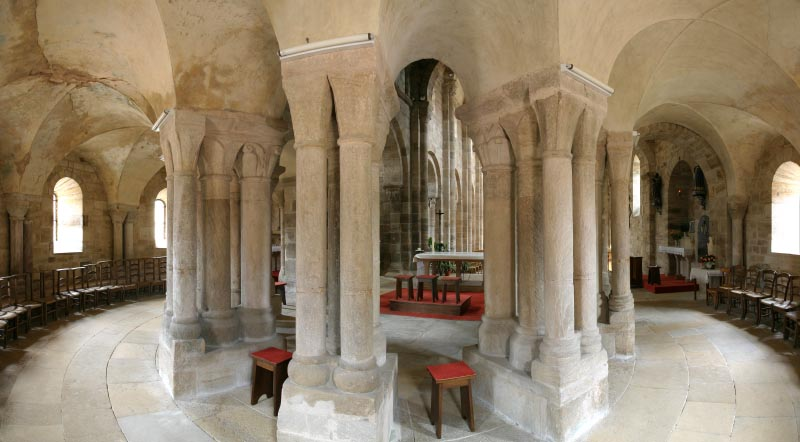
Le chœur à déambulatoire de l'église, rare dans le Brionnais.
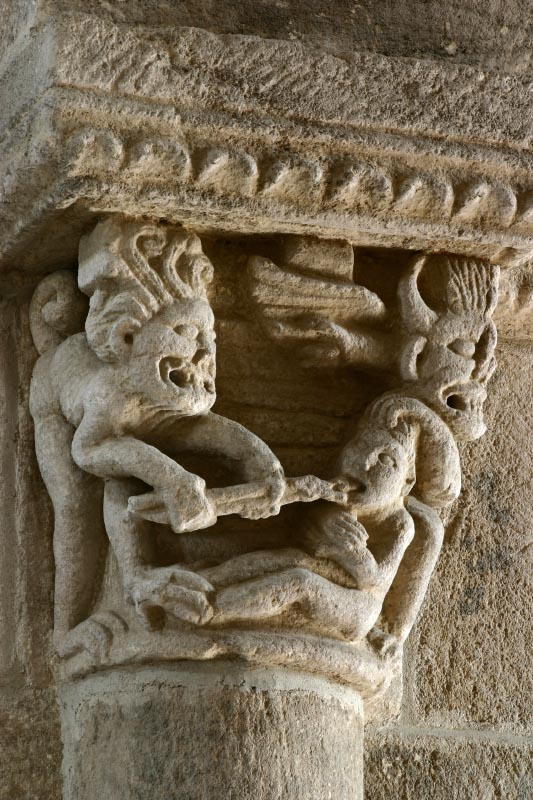
L'un des chapiteaux de l'église (le châtiment du bavard).

## Pour approfondir